# Kūh-e Ḩeydar
Kūh-e Ḩeydar är en ort i Iran.   Den ligger i provinsen Hormozgan, i den sydöstra delen av landet, 1 200 km sydost om huvudstaden Teheran. Kūh-e Ḩeydar ligger 563 meter över havet och antalet invånare är 646.
Terrängen runt Kūh-e Ḩeydar är huvudsakligen kuperad, men den allra närmaste omgivningen är platt.Runt Kūh-e Ḩeydar är det glesbefolkat, med 12 invånare per kvadratkilometer. Kūh-e Ḩeydar är det största samhället i trakten. Trakten runt Kūh-e Ḩeydar är ofruktbar med lite eller ingen växtlighet.